# All Hits
| Críticas profissionais                                                      | Críticas profissionais |
| Avaliações da crítica                                                       | Avaliações da crítica  |
| Fonte                                                                       | Avaliação              |
| --------------------------------------------------------------------------- | ---------------------- |
| AllMusic                                                                    | [ 1 ]                  |
| Esta tabela precisa de ser acompanhada por texto em prosa. Consulte o guia. |                        |

All Hits é o primeiro álbum de maiores sucessos do girl group All Saints, lançado em 2001, após a separação do grupo. Ele também apresenta uma canção de Melanie Blatt e Artful Dodger chamada "TwentyFourSeven".

## Track listing
| #   | Título                                                                                         | Álbum                          | Duração |
| --- | ---------------------------------------------------------------------------------------------- | ------------------------------ | ------- |
| 1.  | "Pure Shores"                                                                                  | Saints & Sinners               | 4:28    |
| 2.  | "Never Ever"                                                                                   | All Saints                     | 6:27    |
| 3.  | Under the Bridge"                                                                              | All Saints                     | 5:00    |
| 4.  | "Under the Bridge/Lady Marmalade" ('98 remix)                                                  | All Saints                     | 4:09    |
| 5.  | "I Know Where It's At" (original mix)                                                          | All Saints                     | 4:54    |
| 6.  | "TwentyFourSeven" (radio version) The Artful Dodger featuring Melanie Blatt                    | Single only                    | 3:48    |
| 7.  | "Black Coffee"                                                                                 | Saints & Sinners               | 4:49    |
| 8.  | "Bootie Call" (single version)                                                                 | All Saints                     | 3:35    |
| 9.  | "All Hooked Up" (single version)                                                               | Saints & Sinners               | 3:49    |
| 10. | "War of Nerves" ('98 Remix)                                                                    | All Saints                     | 4:49    |
| 11. | "Pure Shores" (2 Da Beach U Don't Stop Remix) (hidden bonus tracks: "I Feel You" and "Dreams") | B-side to "Pure Shores" single | 20:06   |
| 12. | "Never Ever" (Booker T Vocal Mix) (Japãoese bonus track)                                       | The Remix Album                | 5:44    |

## Desempenho
| Páis          | Data                   | Posição | Certificação | Vendas  |
| ------------- | ---------------------- | ------- | ------------ | ------- |
| Escócia       | Novembro de 2001       | 20      |              |         |
| Irlanda       | 8 de Novembro de 2001  | 38      |              |         |
| Nova Zelândia | 25 de Novembro de 2001 | 24      |              |         |
| Reino Unido   | November de 2001       | 18      | Ouro         | 125,000 |